# Laguna Boyeruca
La laguna Boyeruca es un cuerpo de agua superficial ubicado al sur de Boyeruca, en el límite de las regiones de O'Higgins y Maule.

## Ubicación y descripción
La laguna tiene como afluente al estero San Pedro de Alcántara.

## Historia
Luis Risopatrón la describe en su Diccionario jeográfico de Chile (1924):: 94 
Boyeruca (Laguna) 34° 44’ 72° 03'. Es de mediana estensión i desagua al mar por un corto canal somero que corre entre bancos de arena, el que permite el acceso de las aguas del Pacífico en las altas mareas, en la estación lluviosa; evapora el agua en el verano en la laguna i produce mucha sal común i se encuentra al N de la laguna de Torca. 62, II, p. 48; 155, p. 81; i 156; marisma en 1, VI, p. 297; albufera en 61, XLIII, p. 28 i mapa; i salinas en 1, XIII, p. 391; laguna de Bolleruca en 61, XVII, p. 671, 687 i 714; Boieruca o Boieraco en 3, 1, p. 249 (Alcedo, 1786); i salina de Bolleruco en 1, III, p. 25.